# Cedrik Bakke Christophersen
Cedric Bakke Christophersen, né le 11 décembre 2001 à Tønsberg, est un coureur cycliste norvégien. Il est membre de l'équipe TDT-Unibet.

## Biographie
Cedric Bakke Christophersen commence sa carrière sportive par le triathlon,. Il se lance dans la compétition vers l'âge de quinze ans sous les couleurs d'un club de Tønsberg. Dans cette discipline, il participe aux qualifications norvégiennes pour les Jeux olympiques de la jeunesse en 2018. Il représente aussi son pays natal aux championnats d'Europe juniors en 2019. Sa progression est toutefois entravée par des blessures liées à la course à pied. 
En mai 2021, il dispute ses premières courses cyclistes avec le Tønsberg CK. Il intègre ensuite la formation continentale Coop-Repsol en 2023. Ce transfert marque son abandon définitif pour le triathlon en faveur du cyclisme. Bon grimpeur, il s'illustre dès sa reprise en terminant deuxième du South Aegean Tour, après avoir remporté la dernière étape. Il se classe également troisième d'une kermesse professionnelle belge, quatrième du Lillehammer GP et de la Course de la Paix espoirs, septième du Tour du lac Qinghai ou encore dixième de l'Arctic Race of Norway. 
Grâce à ses bons résultats, il passe professionnel en 2024 dans la structure néerlandaise TDT-Unibet. Son premier contrat s'étend sur deux saisons.

## Palmarès et résultats

### Palmarès par année
- 2023
  - 2e étape du South Aegean Tour[4]
  - 2e du South Aegean Tour
  - 3e du Grote Prijs Dr. Eugeen Roggeman

### Classements mondiaux
| Année                                 | 2023 |
| ------------------------------------- | ---- |
| Classement mondial                    | 453e |
| UCI Europe Tour                       | 339e |
|                                       |      |
| Légende : nc = non classéSource : UCI |      |